# Základní škola Velké Poříčí
Základní škola Velké Poříčí se nachází na náměstí ve Velkém Poříčí.

## Historie
Původní dřevěná stavba vznikla v roce 1791. V roce 1877 - 1878 byla přestavěna na zděnou jednopatrovou budovu se třemi třídami a byty pro učitele. V roce 1884 rozšířena o 4. třídu. Od roku 1908 měla již osm tříd. Pro nedostatek místa museli být tři třídy v soukromých domech. V roce 1910 bylo na obecním úřadě Velké Poříčí rozhodnuto o stavbě nové školy.
Proběhlo tzv. offertní řízení ze kterého byl vybrán návrh architekta Richarda Klenky z Vlastimilu - profesor Uměleckoprůmyslové školy v Praze. Školu postavil stavitel Jindřich Laboutek z Hradce Králové. V květnu 1912 započala stavba školy. Nová škola slavnostně otevřena 28. září 1913. Kolaudace proběhla 9. října 1913 úspěšně. Náklad na výstavbu školy činil 201 137,40 K. Pro školní rok 1913 - 1914 bylo zapsáno 453 dětí do osmi tříd obecné a měšťanské školy.
Na přelomu tisíciletí probíhala spolupráce s hnutím Stonožka a Bělou Gran Jensen z Norska. Ve spolupráci s armádou ČR byl uspořádán několikrát i letecký den na letišti ve Velkém Poříčí. Konali se také sportovní dny ke dni dětí a běh Terryho Foxe. Bylo také založeno Sdružení rodičů a přátel dětí školy.
Od roku 2008 probíhají větší rekonstrukce a opravy budovy základní školy. V témže roce byly v suterénu vybudovány šatny pro žáky školy. Později bylo vybudováno víceúčelové hřiště za budovou školy s umělým povrchem. V letech 2011 - 2012 provedena výměna střešního pláště včetně věžičky a hodinového stroje. Všechny nepůvodní okna byly vyměněny v letech 2014 - 2015. V roce 2015 následovala rekonstrukce sociálního zařízení. Rok 2017 byl ve znamení zateplení v půdním prostoru, rekonstrukce otopné soustavy včetně instalace kotlů a osazen systém měření a regulace vytápění. 2018 - 2019 opravena secesní fasáda. Veškeré práce probíhali za dohledu památkářů. Náklady za roky 2008 - 2019 činily téměř 40 milionů korun.